# Blechnum nigrocostatum
Blechnum nigrocostatum là một loài thực vật có mạch trong họ Blechnaceae. Loài này được A. Rojas mô tả khoa học đầu tiên năm 2008.